# ایاگو باریروس
ایاگو باریروس نونِز (زادهٔ ۵ ژانویهٔ ۲۰۰۸ در پنتئارئاس) بازیکن فوتبال گالیسیایی است که در پست هافبک کناری و در حال حاضر برای سلتا ویگو بی بازی می‌کند.

## دوران باشگاهی
ایاگو باریروس فوتبال خود را از رده‌های پایه در انجمن ورزشی ویلا دو کورپوس آغاز کرد، باشگاهی در پنتئارئاس که از ادغام «باشگاه فوتبال پنتئارئاس» و «انجمن ورزشی او کوندادو» تشکیل شده است. سپس به تیم‌های پایه سلتا ویگو پیوست و تا رسیدن به تیم دوم این باشگاه یعنی سلتا ویگو بی پیش رفت. در ۸ دسامبر ۲۰۲۴، او به جوان‌ترین بازیکنی تبدیل شد که برای سلتا ویگو بی گلزنی کرده است و با ۱۶ سال سن رکورد قبلی که متعلق به بازیکنی ۱۷ ساله بود را شکست.

## دوران ملی
در سپتامبر ۲۰۲۴، باریروس به تیم ملی فوتبال زیر ۱۷ سال اسپانیا دعوت شد و از آن زمان چندین بار دیگر نیز به تیم ملی فراخوانده شده و گل‌هایی برای این تیم به ثمر رسانده است.